# Society of Soul
Society of Soul fue un grupo formado por Sleepy Brown y Big Rube. Con Sleepy produciendo y Rube componiendo canciones, decidieron unirse y publicar el álbum Brainchild.

## Discografía

### Álbumes
- 1996: Brainchild

### Singles
- 1996: "Pushin'"
- 1996: "Embrace"

- Datos: Q11703969